# لوئیزیانا رد
لوئیزیانا رد (به انگلیسی: Louisiana Red) (زادهٔ ۲۳ مارس ۱۹۳۲ - درگذشته ۲۵ فوریه ۲۰۱۲) خواننده، نوازندهٔ گیتار و سازدهنی بلوز اهل آمریکا است. او تابه‌حال بیش از ۵۰ آلبوم استودیوئی ضبط و منتشر کرده‌است. «Sweet Blood Call» یکی از شناخته‌شده‌ترین آهنگ‌های لوئیزیانا رِد است.
لوئیزیانا در کودکی والدین‌اش را از دست داد. مادرش مدت کوتاهی پس از تولد او بر اثر ذات‌الریه درگذشت و زمانی که ۵ ساله بود کوکلاکس کلانها پدرش را حلق‌آویز کردند. پس از آن لوئیزیانا نزد خانواده‌های بستگان‌اش و در شهرهای مختلف روزگار گذراند.
در سال ۱۹۴۹ و پیش از آن‌که به ارتش بپیوندد برای چِس رکوردز کاری ضبط کرد. در سال‌های پایانی دههٔ ۱۹۵۰ میلادی و پس از تَرک خدمت در ارتش، به مدت ۲ سال به‌همراه جان لی هوکر در دیترویت نوازندگی کرد. لوئیزیانا اولین آلبوم‌اش را با نام Lowdown Back Porch Blues که در نیویورک و با هم‌کاری تامی تاکر ضبط کرده بود در سال ۱۹۶۳ منتشر کرد. دومین آلبوم او با نام Seventh Son هم در اواخر همان سال روانهٔ بازار شد. در سال ۱۹۶۴ تک‌آهنگ «برای مردن بیش از حد درمانده هستم» را منتشر کرد که تا ردهٔ ۱۱۷ام بیلبورد ۲۰۰ صعود کرد و در رده‌بندی بهترین آهنگ‌های آر اند بی روز جایگاه ۳۰ام را به‌خود اختصاص داد. پس از آن او به یک موزیسن بسیار فعال تبدیل شد و تا دههٔ ۱۹۹۰ میلادی با لیبل‌های مختلف، آلبوم‌های متعددی منتشر کرد. لوئیزیانا در سال ۱۹۸۳ برندهٔ جایزهٔ «بهترین خوانندهٔ بلوز سنتی» از سری جوایز دابلیو. سی. هَندی شد.
او از سال ۱۹۸۱ تا زمان مرگش در هانوفر آلمان زندگی می‌کرد.